# Potonja
Potonja (mađ. Potony)je pogranično selo u južnoj Mađarskoj.
Zauzima površinu od 13,08 km četvorna.

## Zemljopisni položaj
Nalazi se na 45° 55' 50" sjeverne zemljopisne širine i 17° 38' 45" istočne zemljopisne dužine. Nalazi se 3 km sjeveroistočno od granice s Republikom Hrvatskom i rijeke Drave. Uz granicu je s Baranjskom županijom.
Tomašin je oko 6 km zapadno, Gardonja je 3 km sjeverozapadno, Dombol je 3 km sjeverno-sjeverozapadno, Zádor je 3 km sjeverno,  Mejek je 6 km sjeverno-sjeveroistočno, Vujfaluba je 6 km sjeveroistočno,Dekla je 7 km istočno-sjeveroistočno, Lukovišće je 4 km jugoistočno, Novo Selo je 3 km južno. Najbliža naselja u Hrvatskoj su Novi Gradac i Detkovac.

## Upravna organizacija
Upravno pripada Barčanskoj mikroregiji u Šomođskoj županiji. Poštanski broj je 7977. U potonji djeluje jedinica Hrvatske državna samouprava u Mađarskoj.

## Promet
4 km sjeverno od sela prolazi željeznička prometnica Barča – Viljan. 

## Stanovništvo
Potonja ima 289 stanovnika (2001.). Većina su Mađari, nešto manje od 40% su Hrvati, 8% su Romi.

## Vanjske poveznice
- (mađ.) Plan Potonje  Arhivirana inačica izvorne stranice od 16. svibnja 2011. (Wayback Machine)
- Panoramio  Arhivirana inačica izvorne stranice od 15. listopada 2016. (Wayback Machine) Katolička crkva u Potonji